# GZ Media
GZ Media, a.s. (dříve GZ Digital Media, a.s.), česká firma se sídlem v Loděnici u Berouna, je lisovnou gramofonových desek a tiskárnou s rozsáhlou knihárnou. Podle manažera firmy Jaroslava Jungmana je GZ Digital Media se šesti miliony vyrobených desek ročně (za rok 2011) největším výrobcem na světě. Výroba od té doby roste, v roce 2013 činila deset milionů desek, v roce 2015 firma vyrobila 18 milionů desek, v roce 2016 pak 25 milionů desek, což představovalo čtvrtinu světové produkce. Firma provozuje jako joint venture podnik výrobnu Precission Record Pressing nedaleko Toronta, v jednání je také pobočka v Japonsku. V roce 2020 dosáhla firma tržeb 3,8 miliardy a zisku 700 milionů korun.
Až 80 % produkce tvoří malonákladové zakázky pro metalové a hardrockové garážové kapely, u firmy lisují desky ale i velké nadnárodní labely (Universal, Warner, EMI, Sony). Naprostá většina desek jde na export, převážně do USA a Velké Británie, v menší míře do Francie, Nizozemska a Německa. Firma kromě desek vyrábí i kompaktní disky, DVD, knihy aj.
V roce 2015 ve firmě pracovalo 1819 zaměstnanců, firma je největším zaměstnavatelem na Berounsku. Pobočku má také v Soběslavi.
Majoritním vlastníkem firmy (86,9 %) je společnost EARTHGLOBE LIMITED se sídlem na Kypru. Za jejího majitele bývá označován Zdeněk Pelc, dlouholetý ředitel společnosti. V roce 2012 společnost vydala emitovala korunové dluhopisy v objemu 400 mil. Kč.
V červnu 2025 ředitel společnosti Zdeněk Pelc způsobil pod vlivem alkoholu (v krvi více než jedno promile) smrtelnou nehodu, při níž zemřel jeden člověk. Společnost GZ Media proto chystá změnu, kdy předsedou představenstva místo Zdeňka Pelce bude jeho dosavadní člen Zdeněk Pelc mladší.

## Historie
- 1948 – založeny Gramofonové závody (v r. 1999 přejmenovány na GZ Digital Media, a.s.[zdroj⁠?!])
- 1951 – vylisování první gramofonové desky
- 1972 – začátek výroby MC
- 1988 – zahájení výroby CD
- 2001 – zahájení výroby DVD
- 2009 – zahájení výroba multimediálních knih a rozšíření polygrafických služeb
- 2011 – zahájení výroby kašírovaných výrobků
- 2014 – založena pobočka GZ Media se sídlem v Soběslavi, pracovní místa pro 200 lidí
- 2015 – majitel společnosti Zdeněk Pelc se stal EY Podnikatel roku ČR
- 2016 – akvizice továrny Memphis Record Pressing (USA)
- 2017 – otevření lisovny Precision Record Pressing, Ontario (Kanada)
- 2018 – nákup továrny SNA (Francie) na výrobu CD a DVD; majoritní podíl ve spol. PBtisk Příbram
- 2020 – výstavba nové polygrafické haly v Loděnici
- 2022 – nová lisovna gramofonových desek Nashville Record Pressing